# La Chinoise (Teigware)
La Chinoise ist eine Schweizer Teigwarenmarke, welche 1861 durch die Gründung der gleichnamigen Firma im Nyon entstand.

## Geschichte
Die Marke entstand im Jahr 1861 durch die Gründung der gleichnamigen Firma in Nyon. Im Jahr 1996 wurde die Marke vom Lebensmittelkonzern Hero übernommen. Seit dem Jahr 2004 besitzt der Teigwarenhersteller Pasta Premium AG in Frauenfeld die Markenrechte.
La Chinoise gehört zu den traditionellen Schweizer Teigwarenmarken. Seit dem Jahr 2011 werden ausschliesslich Schweizer Freilandeier verwendet.

## Teigwarensorten
Unter der Marke La Chinoise sind neben Spaghettini, extrabreite Nudeln, Papillons, Lampions, Nouillettes sowie Hörnli in den Varianten Royale und fein als auch Nitchines in den Größen 2 und 6 Millimeter erhältlich.